# Why We Fight
Why We Fight (en español: Por qué luchamos) es una serie de siete documentales de propaganda encargados por el gobierno de Estados Unidos durante la Segunda Guerra Mundial para demostrar a los soldados estadounidenses la razón de la participación de este país en la guerra. Poco después, también se le mostró a la población civil para convencerlos de que debían apoyar la intervención estadounidense en la guerra. Fueron realizadas de 1942 a 1945, los siete documentales duran entre 40 y 76 minutos y están disponibles en DVD o para verlos en Internet.

## Desarrollo y montaje
La mayoría de las películas fueron dirigidas por Frank Capra, quien se vio impresionado por la película de propaganda de Leni Riefenstahl El triunfo de la voluntad y que trabajó en respuesta directa a la misma. La serie se enfrentaba a un difícil reto: convencer a una nación hasta hace poco no intervencionista de la necesidad de involucrarse en la guerra y estar aliados con los soviéticos, entre otras cosas. En muchas de las películas, Capra y otros directores utilizaron tomas de las películas de propaganda del Eje, imágenes de propaganda que esta vez servirían a la causa aliada.
Why We Fight fue editado principalmente por William Hornbeck y es uno de los mejores ejemplos de montaje cinematográfico hasta la fecha, aunque en ocasiones se escenificó —bajo supervisión del Departamento de Guerra— en el caso de que no hubiera imágenes disponibles de lo que querían ilustrar en el documental. Las partes animadas de las películas fueron producidas por los estudios Disney, como los mapas animados representando el supuesto avance progresivo del Eje en negro del territorio que deseaban para sí Italia, Alemania y Japón.
Los documentales fueron narrados por el actor ganador de un Oscar Walter Huston. Esta narración, en su mayor parte, está muy marcado por retórica nacionalista y racista que describe a los alemanes como implacables soldados y a los japoneses que estaban «locos por la sangre». Esta forma de contar las cosas debe ser entendida en el contexto de su época y la guerra global total donde estaba en juego la supervivencia de las sociedades democráticas. Por otro lado, plasmaba el coraje y el sacrificio de los británicos, soviéticos y chinos. Es bastante realista con los efectos de sonido y tiene música sinfónica como fondo para las escenas dramáticas.
Al final de cada película, cita al Jefe del Estado Mayor del Ejército de Estados Unidos de entonces, George Marshall, que dice: «La victoria de las democracias solo se pueden completar con la derrota total de las maquinarias de guerra de Alemania y Japón». Después, se muestra la denominada como Liberty Bell (en español: Campana de la Libertad) sobre la que se superpone la letra "V" (de Victoria) en grande en la pantalla, acompañado de música patriótica o militar.

## Documentales de la serie

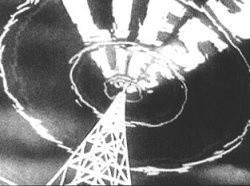
Prelude to War (en castellano Preludio de guerra) representando a la maquinaria de propaganda nazi, fascista y japonesa.

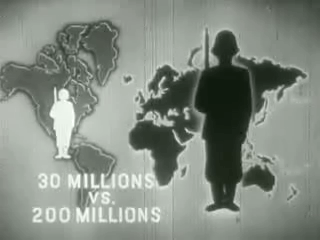
War Comes to America (La guerra llega a Estados Unidos) demuestra la posición desesperada de Norteamérica ante la eventual victoria del Eje en Afro-Eurasia.

1. Prelude to War (Preludio de guerra) (1942) (51:35): examina las diferencias entre las democracias y los estados fascistas y relata la conquista japonesa de Manchuria y la conquista italiana de Etiopía.
2. The Nazis Strike (Los nazis atacan) (1943) (40:20): trata de la anexión de Austria y de las conquistas estratégicas de Checoslovaquia y Polonia.
3. Divide and Conquer (Dividir y conquistar) (1943) (56:00): sobre la campaña del Benelux y de la caída de Francia.
4. The Battle of Britain (La batalla de Inglaterra) (1943) (51:30): sobre la victoria de la Royal Air Force contra la Luftwaffe.
5. The Battle of Russia (La batalla de Rusia) (1943) (76:07): muestra a los rusos defendiendo Rusia de los alemanes.
6. The Battle of China (La batalla de China) (1944) (62:16): trata sobre la agresión japonesa en la masacre de Nankín y los esfuerzos chinos para la construcción de la carretera de Birmania y la batalla de Changsha.
7. War Comes to America (La guerra llega a Estados Unidos) (1945) (64:20): muestra cómo las agresiones del eje hicieron cambiar de opinión de los estadounidenses contra el aislacionismo.